# 蒂波 (密西西比州)
蒂波（英語：Tippo）是位於美國密西西比州塔拉哈奇縣的非建制地區。

## 歷史
蒂波的郵局自1908年營運至今。

## 地理
蒂波所處的海拔為高於海平面44米（即144英呎），而該地所採用的時區為UTC-6，即北美中部時區（CST）。同時該地設有夏令時間，為UTC-6調快一小時，即UTC-5（CDT）。